# Schwanewede
Schwanewede è un comune di 20.061 abitanti della Bassa Sassonia, in Germania.
Appartiene al circondario (Landkreis) di Osterholz (targa OHZ).

## Geografia fisica
Dal 1974 è parte del comune l'isola di Harriersand, che fino ad allora era parte del comune di Brake.